# Arctogadus glacialis
Arctogadus glacialis is een  straalvinnige vissensoort uit de familie van kabeljauwen (Gadidae). De wetenschappelijke naam van de soort is voor het eerst geldig gepubliceerd in 1872 door Peters.